# Fasciculancylistes fasciculatus
Fasciculancylistes fasciculatus là một loài bọ cánh cứng trong họ Cerambycidae.